# آنتال سنتمیهایی
آنتال سنتمیهایی (مجاری: Szentmihályi Antal؛ زادهٔ ۱۳ ژوئن ۱۹۳۹) بازیکن و مربی فوتبال اهل مجارستان بود.
از باشگاه‌هایی که در آن بازی کرده‌است می‌توان به باشگاه ورزشی واشاش، باشگاه فوتبال اویپشت، و باشگاه فوتبال دیوری ای‌تی‌او اشاره کرد.
وی در مسابقات کشوری و بین‌المللی در مجموع برندهٔ ۱ مدال طلا، ۱ مدال برنز شده‌است.